# Rynek w Krościenku nad Dunajcem

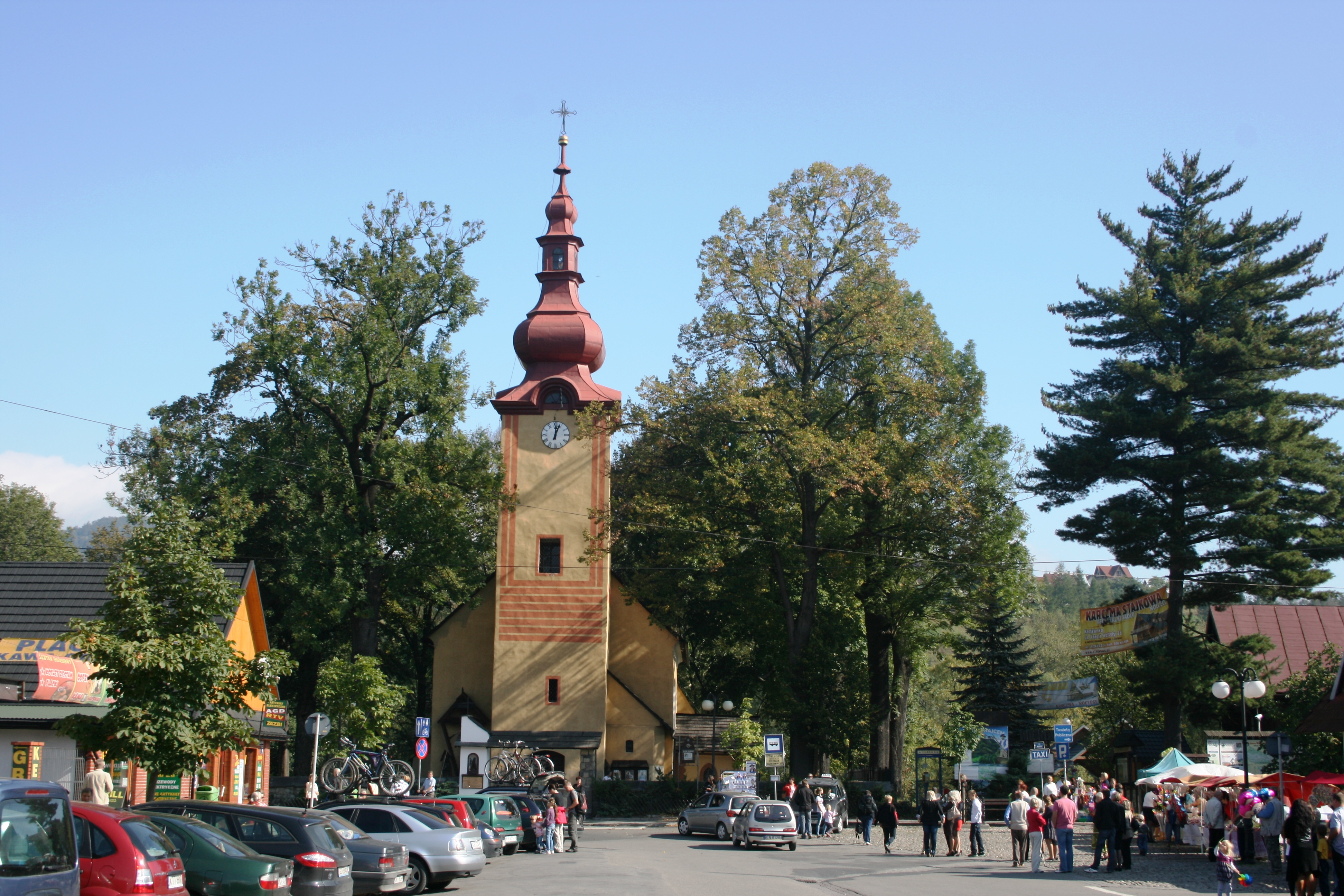
Północno-wschodni fragment Rynku z kościołem Wszystkich Świętych

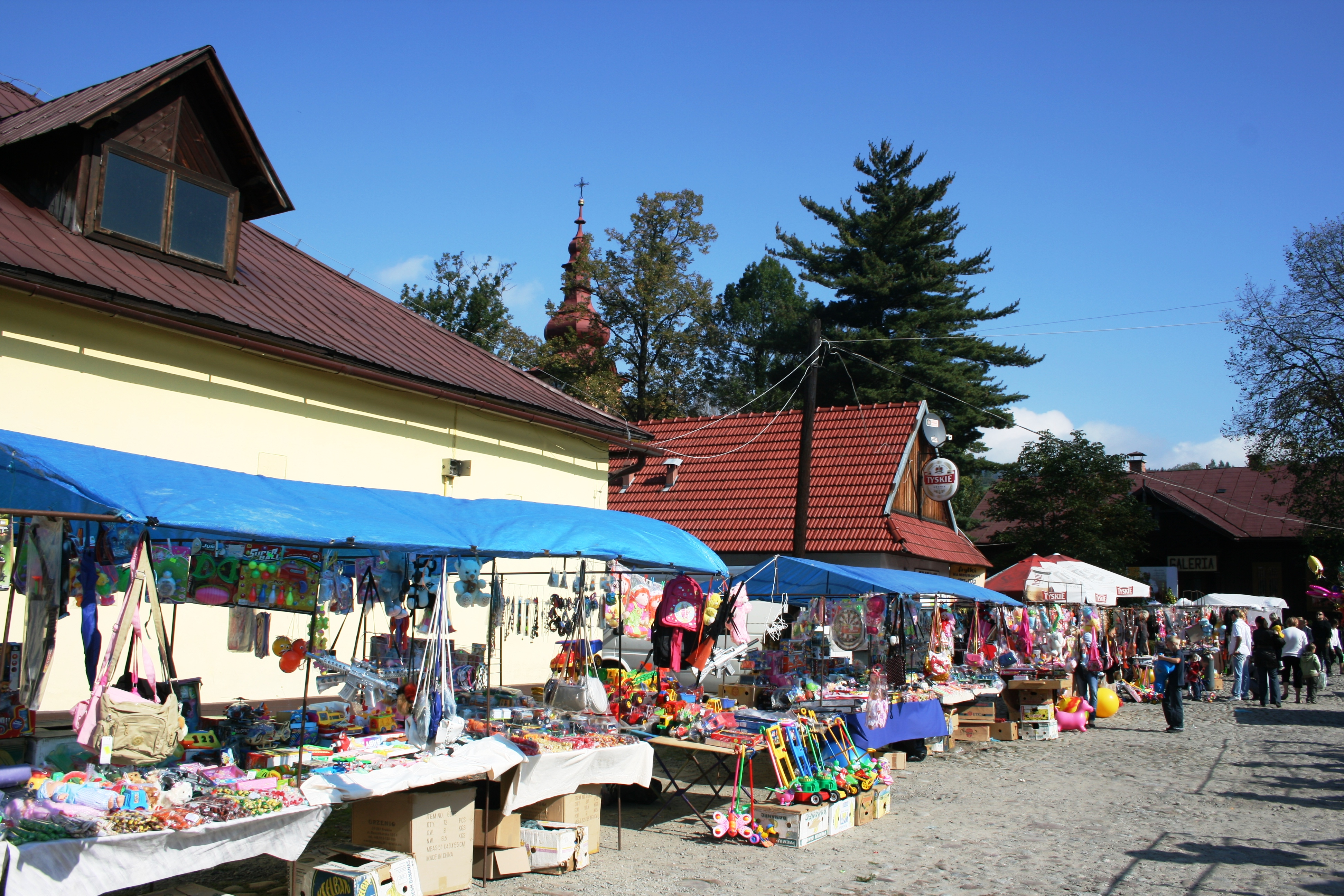
Jarmark odpustowy w południowej części Rynku, na tyłach ratusza

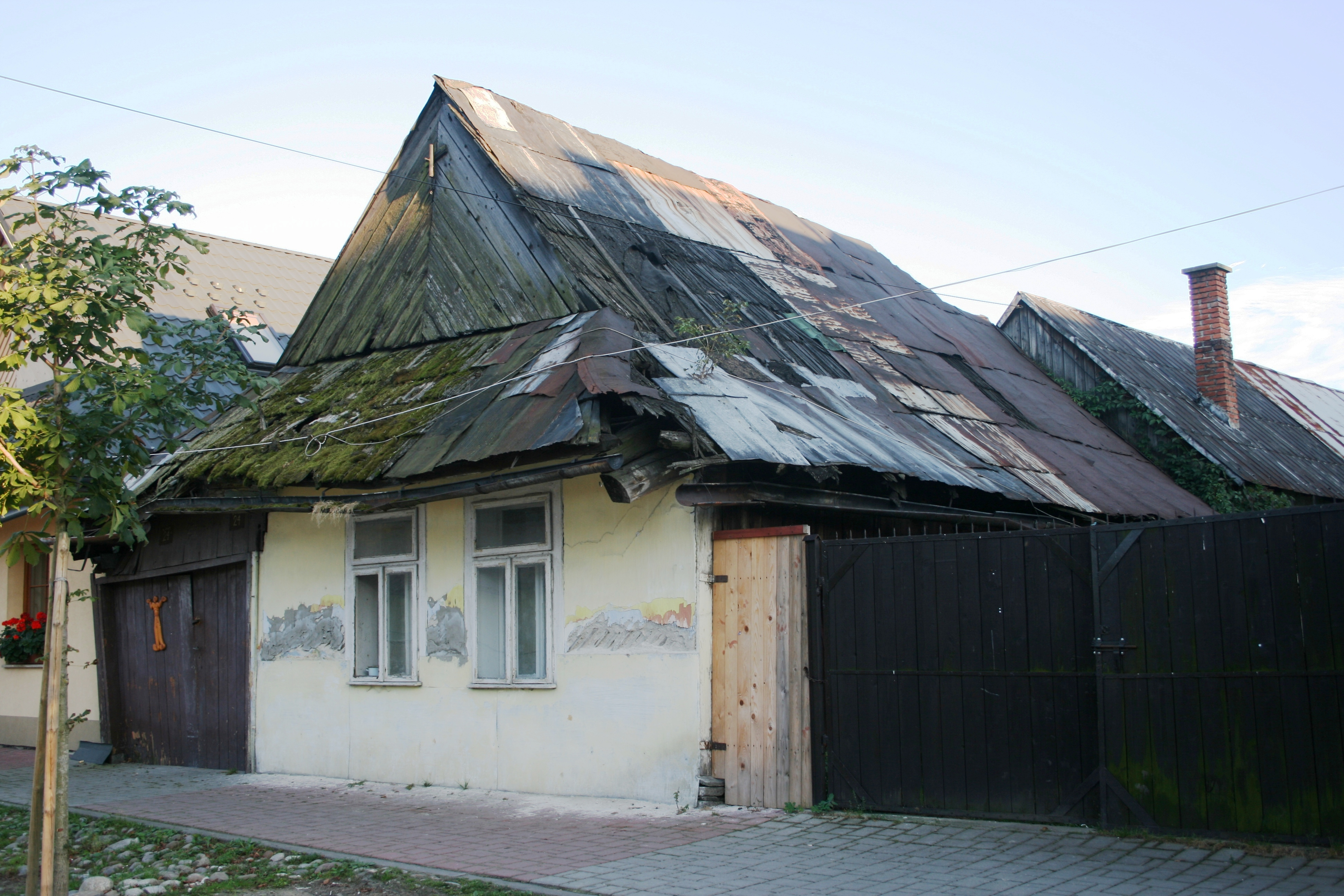
Niszczejący zabytkowy dom przy Rynku 24

Rynek w Krościenku nad Dunajcem – centralny plac w Krościenku nad Dunajcem o wymiarach ok. 120 x 70 m (dla porównania: Rynek Starego Miasta w Warszawie ma wymiary 90 × 73 m), znajdujący się na południe od drogi wojewódzkiej nr 969, która w Krościenku biegnie ulicą Jagiellońską i dochodzi do ronda, na którym wpada do niej Kozłeczyzna, czyli droga ze Szczawnicy przez most na Dunajcu. Przy Rynku znajduje się szereg zabytków wpisanych do rejestru wojewódzkiego.
Do Rynku wpadają ulice: od zachodu: ul. Mickiewicza, od południa: ul. Świętej Kingi, wzdłuż południowej pierzei Rynku biegnie i odchodzi na wschód ku Dunajcowi ul. Flisaków Pienińskich, w kierunku północnym, ku rondu, odchodzi ul. Jana III Sobieskiego.

## Obiekty

### Kościół pw. Wszystkich Świętych
Oficjalnie znajduje się już przy ul. Sobieskiego 2a.

### Ratusz
Na środku Rynku prawdopodobnie już od średniowiecza stał ratusz. W latach 40. XIX wieku obok starego budynku postawiono nowy, parterowy, murowany ratusz. Do połowy XIX wieku w Krościenku istniało jedynie kilka murowanych domów. Na rynku był to jedynie kościół i właśnie nowo wybudowany ratusz. Na jego parterze znajdowały się m.in. małe cele więzienne, w których w 1849 roku, w czasie Wiosny Ludów więzionych było 6 księży głoszących niepodległościowe proklamacje Lajosa Kossutha. W 1854 roku w ratuszu podejmowany był arcyksiążę Karol Ludwik, młodszy brat cesarza Austrii Franciszka Józefa. Wziął on udział w spływie Dunajcem z Czerwonego Klasztoru do Krościenka.
W latach 1855–1867 budynek ten był również siedzibą Urzędu Powiatowego i Sądu. Ratusz był pierwszym (od 1883 roku) ubezpieczonym od ognia budynkiem w miasteczku. Gwarantowana suma ubezpieczenia wynosiła 2500 złotych reńskich. Dach ratusza został pokryty blachą w 1901 roku, był już wtedy budynkiem 2-kondygnacyjnym. 
W latach powojennych (do ok. końca XX wieku) w ratuszu funkcjonowało również kino „Sokolica”, jedyne kino w Krościenku (po jego likwidacji w Krościenku nie ma kina).
Dziś budynek ratusza – mimo że oszpecony przybudówkami – charakteryzuje się pienińskim stylem, nawiązuje do szwajcarskich akcentów architektury pensjonatów szczawnickich.
Obecnie w budynku ratusza mieszczą się m.in.:
- Urząd Gminy Krościenko nad Dunajcem
- Urząd Stanu Cywilnego
- Gminny Ośrodek Pomocy Społecznej
- Sprzedaż Lodów Tradycyjnych „U Marysi” (poza budynkiem Ratusza lody te sprzedawane są również w innym miejscu rynku: w pawilonie obok kościoła). Wytwórnia ta szybko zyskuje sławę w całej Małopolsce: posiada już 2 lokale w Krakowie
- Sklep motoryzacyjno-sportowy.

### Południowa pierzeja Rynku
Kilka parterowych domów stojących wzdłuż południowej pierzei Rynku świadczy o dawnym wyglądzie rynku. Mają wielkie kamienne piwnice, służące kiedyś do przechowywania ziemniaków i kapusty. Kiedyś były kryte słomą, od połowy XIX wieku były kryte gontem, co było wymuszone zarządzeniami władz austriackich. 4 domy wpisane są do rejestru zabytków:
- Rynek 24, A-366 z 21 maja 1984 roku [A-881/M]
- Rynek 25, A-367 z 21 maja 1984 roku [A-882/M]
- Rynek 26, A-368 z 21 maja 1984 roku [A-883/M]
- Rynek 27, A-369 z 21 maja 1984 roku [A-884/M].

### Pozostałe obiekty
Poza wymienionymi wyżej zabytkami wokół Rynku znajdują się m.in.:
- Rynek 12 – Pieniński Bank Spółdzielczy (na rogu Rynku i ul. Mickiewicza). Bank ten został założony w 1896 roku jako „Towarzystwo Zaliczkowe”. W tym samym budynku – komisariat policji z wejściem od strony ul. Mickiewicza
- Rynek 13 – zabytkowy dom w zachodniej pierzei placu, wpisany do rejestru zabytków pod nr. A-365 z 21 maja 1984 roku [A-880/M]
- Rynek 32 – obok kościoła, we wschodniej pierzei Rynku znajduje się Gminne Centrum Kultury
- zakątek turystyczny ze stylizowaną studnią z zadaszeniem.

## Historia
Rynek w Krościenku był świadkiem przejazdów wielu koronowanych głów, poza Świętą Kingą, byli to m.in. Władysław Jagiełło, Władysław Warneńczyk (który podarował istniejącą do dziś chrzcielnicę do tutejszego kościoła), Jan Kazimierz. W 1929 roku zawitał do Krościenka Ignacy Mościcki
Od średniowiecza do połowy XX wieku Rynek był miejscem tradycyjnych poniedziałkowych targów, a do XIX wieku również słynnych jarmarków: na Zielone Świątki, św. Anny (26 lipca) i św. Michała (29 września) i w czasie głównego parafialnego odpustu w dniu Wszystkich Świętych (1 listopada).
Na południowo-wschodnim roku na przełomie XIX i XX wieku istniała pierwsza strażnica strażacka w Krościenku.
W 2012 roku przeprowadzany jest generalny remont całej nawierzchni placu.